# AKB48 重溫時間 最佳曲目100 2012
AKB48 重温时间 最佳曲目100 2012（日語：AKB48 リクエストアワー セットリストベスト100 2012）是日本組合AKB48在2012年1月19日至1月22日在TOKYO DOME CITY HALL举办的演唱会。「重溫時間 最佳曲目100」是AKB48自2008年每年都舉辦的活動，2012年是第5屆。

## 概要
這是對AKB48以及其姊妹組合（SKE48、NMB48、SDN48）的所有歌曲（包括收錄在單曲或專輯的歌曲和劇場公演歌曲）進行投票，接着在2012年1月19日至22日的4天内，由第100位起以倒數的形式每天公開25首。由於跟AKB48代表活動「選拔總選舉」性質相近，又被稱為「樂曲的總選舉」。這年可作投票的歌曲共有421首。跟2011年不同，這次可作投票的歌曲不包括衍生組合的歌曲。
投票劵隨AKB48第23張單曲《風正在吹》附送。此外，AKB48 Mobile會員、AKB48官方智能手機Apps会員、AKB48 LIVE!! ON DEMAND月費會員、AKB OFFICIAL NET會員、SKE48 Mobile會員、SKE48　LIVE!! ON DEMAND月費會員、SDN48 Mobile會員和NMB48 Mobile會員，共8組人士都擁有投票權。投票期為2011年10月25日至11月30日15:00。AKB48在這期間設立了網站，全部歌曲均可於該網站試聽。最後421首歌的總票數為45萬1984票。
以往的「重溫時間 最佳曲目100」均於SHIBUYA-AX舉行，而這年移師到TOKYO DOME CITY HALL舉行。每天均約有2000名觀眾現場觀看。另外，這次演唱會除了於日本全國約100所電影院現場直播外，在香港、台灣、新加坡、韓國和泰國的電影院都有現場直播。最後一天的演唱會更經Youtube的AKB48官方頻道以及Google+的成員個人頁面和組合官方頁面現場直播。Youtube的直播是從舞台正面拍攝，Google+的則從舞台的左右拍攝。這是AKB48第二次有活動經Google+直播。第一次為2011年12月的「AKB48紅白對抗歌合戰」。
2012年3月11日，AKB48劇場經理戶賀崎智信於Google+公布第101位至第200位的歌曲。

### DVD
演唱會的DVD於2012年6月13日由AKS發行。
盒裝套裝分為通常盤和3種初回盤，除了演唱會的內容（Disc 1 - 4）外，亦附有後台和練習花絮的DVD（Disc 5）；初回盤附有一本148頁的相片集和生寫真隨機5張（共20種）。3種初回盤的封面分別是第1位《無限重播》、第2位《Everyday、髮箍》以及第3位《孤獨的跑者》的舞台服裝，通常盤的封面則是另一套《無限重播》的舞台服裝。另外有分第1天、第2天、第3天和第4天的DVD分開售賣。
5月19日，AKB48官方公開了DVD摘要影片。其後6月，該影片於澀谷站和秋葉原站的車站內播放。
DVD首周銷量約為5.6萬張，取得Oricon公信榜DVD總合排行榜首位，為AKB48連續第5張取得總合榜首位的DVD。

## 過程

### 第1天
第1天的演唱會由AKB48的「官方對手」——乃木坂46開場，演唱其出道單曲《窗簾圍繞》。之後中心生駒里奈於台上哭着說：「我們有必須超越的目標。那就是AKB48。」這天第1首公開排名的歌曲是第100位——Team B的《劇場的女神》，唱畢後宮澤佐江、大島優子和柏木由紀出場，並以韓語、中文等語言向觀看直播的觀眾打招呼。第85位《冰淇淋之吻》是AKB48虛構成員江口愛實擔任中心的歌曲，因此由研究生佐佐木優佳里以特殊化妝扮演江口登場。
安可環節的第1首歌《Lost the way》由DiVA負責演唱，並於當時宣布該歌曲成為電影《奧特曼傳奇》的主題曲。岩佐美咲亦首次演唱了她的獨唱演歌《無人車站》。

### 第2天
第2天的第一首歌曲是第51位——SKE48的第4張單曲《1！2！3！4！ 請多關照！》。第58位的《驚喜之淚！》由AKB48當時最新成員——13期研究生演唱。另外上屆得第14位的《RIVER》這次在第54位已經出現。
安可環節上，渡邊麻友首次表演她的個人出道歌曲《同步心跳》。AKB48在雅加達的姊妹組合JKT48亦有登場，以印尼語演唱《想見你》一曲。此外場上宣布了將舉辦47都道府縣巡迴演唱會的消息。

### 第3天
第3天打頭陣的歌曲是Team K的《猛獁象》（第50位）。第43位《10年櫻》由姊妹組合HKT48演唱。舊Team B的代表歌曲《初日》得第26位，為第3天最後一首公開排名的歌曲。在演唱這首歌前，成員們組成圓陣，並跟觀眾一起喊出口號「總是感激，冷靜，謹慎，正確，為了實現大家的夢想。AKB! Team B!」。
指原莉乃在安可環節上首次表演她的個人出道歌曲《就是喜歡妳》。1月27日上映的紀錄片《DOCUMENTARY of AKB48 Show must go on 少女們即使受傷，也在努力實現夢想》的主題曲《First Rabbit》亦首次對外披露。此外場上宣布了將於同年3月23日起3天於埼玉超級體育館舉辦演唱會的消息。

### 第4天
在最高的25位內，SKE48佔了3首歌，而NMB48進入100位內的3首歌曲都位於25位內。AKB48的著名歌曲《想見你》則首次跌出100位外。另外，去年的第2位《Beginner》跌至第18位，第3位《馬尾與髮圈》也跌至第25位。
第3位《孤獨的跑者》是100位內唯一一首屬於SDN48的歌曲。當時SDN48將於3月31日解散，於會場上宣布於該日在NHK HALL舉辦單獨演唱會。本屆的第1位也是去屆的第1位——《無限重播》，為首次有歌曲連續兩屆取得第1位。該歌曲的中心大島優子稱她為這首歌連續兩年稱霸而感到很開心。
安可環節上，AKB48現場演奏當時即將發售的單曲《GIVE ME FIVE!》，為其首次挑戰樂隊演奏。最後，全場共151名成員合唱《想見你》，為這四天的演唱會作結。

### 衍生组合祭
1月23日，在以上演唱會之前，AKB48於同一場地舉辦了「AKB48 衍生組合祭」（AKB48 ユニット祭り）演唱會。顧名思義，這場演唱會的部份歌曲由衍生組合負責演出，包括no3b、DiVA、Not yet、French Kiss和走廊奔跑隊7。另外亦有發行了個人單曲的成員表演她們的歌曲。衍生組合祭都有在日本各地的電影院現場直播。
- 演唱会曲目表如下

1. 《overture》
2. 《从背后紧紧相拥》（背中から抱きしめて） - 小嶋、篠田、高桥、前田、板野、大岛优、柏木、渡辺麻
3. 《无人车站》（無人駅） - 岩佐美咲
4. 《月的裏側》（月の裏側） - DiVA
5. 《週末Not yet》（週末Not yet） - Not yet
6. 《破浪刨冰》（波乗りかき氷） - Not yet
7. 《Dear J》 - 板野友美
8. 《太逊了I love you!》（カッコ悪いI love you!） - French Kiss
9. 《最初的Mail》（最初のメール） - French Kiss
10. 《甜蜜&苦涩》（スイート＆ビター） - 前田、高桥、大岛优、篠田、板野、指原
11. 《笨拙的媚眼》（へたっぴウインク） - 走廊奔跑隊7
12. 《完美的Gu字音》（完璧ぐ～のね） - 走廊奔跑隊7
13. 《就是喜欢你》（それでも好きだよ） - 指原
14. 《只有你》（君しか） - no3b
15. 《Relax!》 - no3b
16. 《黑色天使》（黒い天使） - 松井玲、高柳、木本
17. 《带我去温布尔登》（ウインブルドンへ连れて行って） - 岛崎、加藤、入山
18. 《裙摆飘飘》（スカート、ひらり） - 市川、大场、竹内、永尾、山内、川栄、岩田
19. 《口对口的巧克力》（口移しのチョコレート） - 山本彩、渡辺美、城
20. 《爱的加速器》（愛しさのアクセル） - 松井珠
21. 《崇尚麻里子》（上からマリコ） - 篠田、藤江、峰岸、小林茉、秋元、大家、前田亜、佐藤す、小嶋、梅田、河西、北原、山内、仓持、横山、片山
22. 《怦然心动》（シンクロときめき） - 渡辺麻友
23. 《突然间》（ふいに） - 板野友美
24. 《Lost the way》 - DiVA
25. 《希望山脉》（希望山脈） - 走廊奔跑隊7
26. 《触不到的唇…》（唇 触れず…） - no3b
27. 《Pedicure day》（ペディキュアday） - no3b
28. 《爱说爱说爱说的男人》（ペラペラペラオ） - Not yet
29. 《Flower》 - 前田敦子

安可曲
1. 《GIVE ME FIVE!》 - AKB48
2. 《飞翔入手》（フライングゲット） - 小嶋阳、仓持、指原、篠田、高城、高桥、前田敦、板野、大岛优、峰岸、宫泽、横山、河西、柏木、北原、渡辺麻
3. 《风正在吹》（風は吹いている） - 小嶋阳、仓持、指原、篠田、高城、高桥、前田敦、板野、大岛优、峰岸、宫泽、横山、河西、柏木、北原、渡辺麻
4. 《Everyday、髮箍》（Everyday、カチューシャ） - AKB48
5. 《无限重播》（ヘビーローテーション） - AKB48

## 結果、表演曲目
在以下100首歌曲中，AKB48的歌曲佔了大部份，有85首。其中收錄於「單曲或專輯」的歌曲有34首；劇場公演方面，Team A公演歌曲有13首，Team K公演歌曲有21首，Team B公演歌曲有15首，向日葵組公演曲有2首。另外，SKE48有11首，NMB48有3首，SDN48有1首。
雖然AKB48經歷多次成員增減和組別調動，但大部份演唱曲目的成員多為當時的原唱者。以第26位舊Team B的《初日》為例，不少當時為Team B的成員都調到另外的隊伍，例如被調到Team A的多田愛佳和片山陽加等。演唱這首歌時她們亦會參與演出。表演成員以外，在舞台的背景階梯的成員會實時於Google+上載圖片和留言。
最新或曾取得獎項的歌曲未必能取得高名次。以第4位《飛翔入手》為例，雖然2009年和10年都是該年選拔總選舉的歌曲取得第1位（《Maybe是藉口》和《無限重播》），2011年AKB48又憑這首歌首次取得日本唱片大獎，但並未能奪冠。
在安可環節上，大部份歌曲都是即將發行的單曲或初次公開的歌曲，包括AKB48本身、衍生組合、姊妹組合以及個人出道歌手的歌曲。每一天最後一首歌曲則均由全體成員演唱。

### 第1天
| 排名     | 歌名                         | 類別         | 表演成員                                                                                | 上屆 排名 |
| -------- | ---------------------------- | ------------ | --------------------------------------------------------------------------------------- | --------- |
| 開場     | 窗簾圍繞（）                 | 窗簾圍繞（） | 乃木坂46                                                                                | 乃木坂46  |
| 100      | 劇場的女神（シアターの女神）               | B5th公演     | Team B                                                                                  | 51        |
| 99       | 睡衣兜風（パジャマドライブ）                 | B3rd公演     | 渡辺麻友、仲川遥香、平嶋夏海                                                            |           |
| 98       | 如能被你緊擁（抱きしめられたら）             | K5th公演     | 河西智美、倉持明日香、佐藤夏希                                                          |           |
| 97       | Dear my teacher              | A1st公演     | Team A                                                                                  | 86        |
| 96       | 因為有你在（あなたがいてくれたから）               | 3rd專輯      | AKB48                                                                                   | 19        |
| 95       | AKB參上！（AKB参上!）                | A5th公演     | Team A                                                                                  | 97        |
| 94       | 暮蟬之戀（ヒグラシノコイ）                 | H1st公演     | 高橋みなみ、増田有華                                                                    | 79        |
| 93       | 呀喝E！（ワッショイE!）                  | E1st公演     | SKE48 Team E                                                                            |           |
| 92       | High school days             | 4th專輯      | Team 4、研究生                                                                          |           |
| 91       | 單戀對角線（片思いの対角線）               | B4th公演     | 小森美果、仁藤萌乃、米沢瑠美                                                            | 47        |
| 90       | 制服的抵抗（制服レジスタンス）               | K6th公演     | 板野友美、横山由依、中塚智實                                                            | 37        |
| 89       | To be continued.             | K5th公演     | Team K                                                                                  |           |
| 88       | 16人姐妹之歌（16人姉妹の歌）             | K4th公演     | 小林香菜、佐藤夏希、松原夏海                                                            | 85        |
| 87       | Seventeen                    | 3rd專輯      | AKB48                                                                                   | 66        |
| 86       | 哭泣的場所（泣ける場所）               | 18th單曲     | DIVA                                                                                    | 56        |
| 85       | 冰淇淋之吻（アイスのくちづけ）               | 22nd單曲     | 篠田麻里子、高橋みなみ、前田敦子、板野友美 大島優子、渡辺麻友、江口愛實（佐佐木優佳里） |           |
| 84       | 搬家了（引っ越しました）                   | K6th公演     | Team K                                                                                  |           |
| 83       | FIRST LOVE                   | 12th單曲     | 加藤玲奈                                                                                | 16        |
| 82       | 適可而止的建議（イイカゲンのススメ）           | 4th專輯      | 片山陽加、小嶋陽菜、篠田麻里子 秋元才加、宮澤佐江、松井玲奈                             |           |
| 81       | 關於你（君について）                   | 18th單曲     | MINT                                                                                    | 28        |
| 80       | Blue rose                    | K2nd公演     | 秋元才加、山内鈴蘭、増田有華、宮澤佐江                                                  | 90        |
| 79       | 草原的奇蹟（草原の奇跡）               | K3rd公演     | Team K                                                                                  | 75        |
| 78       | 沙灘的櫻桃（渚のCHERRY）               | A2nd公演     | 前田敦子、相笠萌、長谷川晴奈、村山彩希                                                  | 52        |
| 77       | Overtake                     | 4th專輯      | Team A                                                                                  |           |
| 76       | 無法化作訴說戀情的詩人… （恋を語る詩人になれなくて…） | S3rd公演     | SKE48 Team S                                                                            | 92        |
| 安 可 曲 | Lost the way                 | Lost the way | DiVA                                                                                    | DiVA      |
| 安 可 曲 | 無人車站（）                 | 無人車站（） | 岩佐美咲                                                                                | 岩佐美咲  |
| 安 可 曲 | 飛翔入手（フライングゲット）                 | 飛翔入手（フライングゲット） | 全體成員                                                                                | 全體成員  |

### 第2天
| 排名     | 歌名                        | 類別                | 表演成員                                                      | 上屆 排名 |
| -------- | --------------------------- | ------------------- | ------------------------------------------------------------- | --------- |
| 75       | 1！2！3！4！ 請多關照！（） | SKE48 4th單曲       | 單曲選拔成員                                                  | 24        |
| 74       | 任性的收藏品（）            | 4th專輯             | 多田愛佳、前田亜美、小森美果 佐藤すみれ、渡辺麻友、松井珠理奈 |           |
| 73       | 天使的尾巴（）              | B3rd公演            | 多田愛佳、仲谷明香、中塚智實                                  | 68        |
| 72       | 抱歉、SUMMER（）            | SKE48 3rd單曲       | SKE48                                                         | 32        |
| 71       | 向日葵（）                  | H1st公演            | 倉持明日香、篠田麻里子、秋元才加、松原夏海                    |           |
| 70       | 傲嬌女生！（）              | A5th公演            | 板野友美、北原里英、佐藤亜美菜                                | 54        |
| 69       | 最終鐘聲鳴響（）            | K4th公演            | Team K                                                        |           |
| 68       | 男更衣室（）                | B5th公演            | 北原里英、高橋朱里、森川彩香、中村麻里子、大森美優            |           |
| 67       | 支柱（）                    | K4th公演            | Team K                                                        | 63        |
| 66       | 你的背影（）                | 23rd單曲            | Under Girls                                                   |           |
| 65       | 暴風雨之夜（）              | B5th公演            | 小森美果、佐藤夏希、鈴木まりや、宮崎美穂                      | 67        |
| 64       | 鬥魂（）                    | 21st單曲            | 36名AKB48、SKE48成員                                          |           |
| 63       | 萬歲Venus（）               | SKE48 5th單曲       | 單曲選拔成員                                                  |           |
| 62       | 可以做你的女友嗎？（）      | K6th公演            | Team K                                                        | 34        |
| 61       | 誠實的人（）                | B5th公演            | Team B                                                        | 65        |
| 60       | 唔吼大遊行（）              | K6th公演            | Team K                                                        | 18        |
| 59       | RESET                       | K6th公演            | Team K                                                        | 26        |
| 58       | 驚喜之淚！（）              | 12th單曲            | 13期研究生                                                    | 20        |
| 57       | 不知不覺的青春（）          | 22nd單曲            | 31名AKB48、SKE48成員                                          |           |
| 56       | Only today                  | A4th公演            | Team 4、研究生                                                | 45        |
| 55       | 化作滾石吧（）              | K2nd公演            | 舊Team K                                                      | 53        |
| 54       | RIVER                       | 14th單曲            | AKB48                                                         | 14        |
| 53       | 與核桃對話（）              | 19th單曲            | Team A                                                        |           |
| 52       | 機會的順序（）              | 19th單曲            | AKB48                                                         |           |
| 51       | 曲終人盡（）                | K5th公演            | 梅田彩佳、大島優子、野呂佳代、松原夏海                        | 44        |
| 安 可 曲 | 同步心跳（）                | 同步心跳（）        | 渡辺麻友                                                      | 渡辺麻友  |
| 安 可 曲 | 單戀Finally（）             | 單戀Finally（）     | SKE48                                                         | SKE48     |
| 安 可 曲 | 想見你（Aitakatta）         | 想見你（Aitakatta） | JKT48                                                         | JKT48     |
| 安 可 曲 | 無限重播（）                | 無限重播（）        | 全體成員                                                      | 全體成員  |

## 外部連結
- Oricon（页面存档备份，存于）（日語）
- Natalie（页面存档备份，存于）（日語）